# Mario Staderini
Mario Staderini (Roma, 20 aprile 1973) è un politico italiano, già segretario di Radicali Italiani.

## Biografia
Iscritto dal 1993 al Partito Radicale, si impegna in una campagna di sensibilizzazione sulla trasparenza nell'utilizzo dei fondi dell'otto per mille da parte della Conferenza Episcopale Italiana. Eletto consigliere municipale con la Rosa nel Pugno nel municipio di Roma Centro Storico, nel 2009 contribuisce alla stesura del Libro "La Peste Italiana", un documento di denuncia sulla erosione dello stato di diritto in Italia e del libro "8 PER MILLE come lo stato sottrae ogni anno più di un miliardo di euro agli italiani per darli alla Chiesa Cattolica". Il 15 novembre 2009 viene eletto segretario nazionale dei Radicali Italiani, succedendo ad Antonella Casu.
Nell'agosto 2011 compare su facebook, ad opera di un gruppo di utenti che appoggiano un'analoga iniziativa politica di Mario Staderini una campagna per la "riduzione e giusta ripartizione" dell'otto per mille e contro le esenzioni fiscali riconosciute alla Conferenza Episcopale Italiana (le stesse esenzioni riconosciute anche alle altre confessioni religiose e all'intero mondo del non profit). Il gruppo di utenti (sono stati cliccati circa 220.000 "mi piace" nella relativa pagina) contesta il metodo di assegnazione delle somme basato su una sorta di referendum in cui chi non vota si affida alle scelte dei contribuenti che esprimono una preferenza, proprio come avviene nelle elezioni in cui tutti i seggi vengono attribuiti anche se moltissimi elettori non partecipano al voto. Citando dati del governo italiano gli amministratori del sito riportano una percentuale del 64% di contribuenti italiani che non indicano alcuna preferenza. Gli utenti facebook in questione contestano anche il fatto che la Commissione governativa istituita per eventualmente modificare l'aliquota non ha mai ritenuto di doverlo fare e non si è mai riunita.
A dicembre dello stesso anno pubblica un video nel quale, citando fonti del comune di Milano, afferma che la Casa del clero di Milano non paga l'ICI per le stanze date in uso agli ospiti non sacerdoti. In risposta il quotidiano Avvenire pubblica le ricevute di pagamento dell'ICI relative all'intero stabile (escluse le sole stanze destinate ad ospizio per sacerdoti anziani). Staderini replica che quelle ricevute non si riferiscono all'albergo ma a uffici, esibendo a sostegno della sua tesi una mail del Comune a Marco Cappato nella quale si legge che una parte dello stabile è esente dall'ICI. Avvenire, a definitiva smentita di quanto sostenuto da Staderini, spiega che il versamento riguarda anche le stanze destinate ad albergo e che l'esenzione dichiarata dall'Opera Pia che gestisce la piccola locanda è dovuta al fatto che l'imposta è già stata pagata - sia per le stanze che per gli uffici -dalla Rettoria della chiesa, alla quale era stato ceduto il diritto di superficie anche sulla parte destinata ad albergo.